# Джак Волфскин
Jack Wolfskin  (произн. Джак Волфскин) е компания от Германия, провинция Хесен, гр. Идщайн, специализирана в производството на стоки за туризъм, особено за пешеходен туризъм. Основана е през 1981 г. Към 2017 г. компанията принадлежи на Bain Capital, американска частна инвестиционна компания.
Jack Wolfskin е измежду най-големите световни производители на аутдор продукти и сред най-успешно развиващите се вериги от специализирани аутдор магазини в Германия и в Централна Европа, а по-късно и по цял свят. Широко е разнообразието на продуктите, произвеждани от Jack Wolfskin, като включва туристическо и градско облекло, разнообразни обувки и сандали, планинарски и градски раници, спални чували и палатки. Марката е популярна, освен за туризъм и планински спортове, също и за стоки за ежедневна употреба, особено в Германия.

Продукцията на Jack Wolfskin в по-голямата си част се произвежда във Виетнам и Тайланд.

## Мрежа от магазини
От средата на 1990-те години Jack Wolfskin започва активно да открива свои магазини в различни страни по света. Към 2017 г. броят на магазините е около 900.